# Ward Vervarcke
Ward Vervarcke (Sijsele, 30 oktober 1897 - Knokke, 15 augustus 1958) was een Vlaams dichter, onderwijzer en cultureel organisator. 

## Levensloop
Hij was een zoon van Camiel Vervarcke (1857-1943), onderwijzer in Sijsele en volksschrijver. Hij behaalde het diploma van onderwijzer in 1916 en oefende het beroep uit in Brugge (1916-17), Sijsele (1917-1919) en Knokke (1919-1953). Hij werd ook hotelier (1953-1958).
In 1918 stichtte hij, met o.m. Lucien De Reyghere en Karel Van Mullem, De Beiaard, geïllustreerd maandelijksch tijdschrift voor tooneel, letterkunde, wetenschap en kunst. Het hield het echter - gelet op zijn eerder activistische geest, in de roes van de Bevrijding - maar twee nummers vol (september en oktober). Egied Strubbe, Marcel Matthijs en Herman Bossier werkten eraan mee.
In Knokke ontpopte hij zich tot organisator voor het (voornamelijk vrijzinnige deel) van het cultureel leven. Hij was onder meer actief in het Knokse Willemsfonds en hij hield de herinnering hoog aan de kunstschilders die zich in Knokke hadden gevestigd. Tijdens de Tweede Wereldoorlog trad hij toe tot het Verzet. Tot zijn vrienden, die gedichten aan hem opdroegen, behoorden Eugeen Mattelaer en Jan Schepens.

## Publicaties
- Opalen, poëzie, 1918, onder pseudoniem Ward van Oordt.
- Losse blaadjes, proza, 1927.
- Drijfhout, poëzie, 1937.
- Diepzee, poëzie, 1953.

Elk jaar schreef hij een revue voor zijn afstuderende leerlingen. De vereniging 'Cnoc is hier' bewaart in zijn archief het onuitgegeven:
- De Knoksche Jantjes, spel in verzen in vier bedrijven.